# Prezident Německa
Prezident Spolkové republiky Německo je hlava státu Spolkové republiky Německo.
Po abdikaci Viléma II., německého císaře, v roce 1918 a vyhlášení tzv. Výmarské ústavy Prezident Německa (německy Reichspräsident) byl hlava státu v Německu. Funkce byla zrušena v roce 1934 po smrti Paula von Hindenburg. Pravomoce prezidenta pak přešly na říšského kancléře (německy Reichskanzler). Adolf Hitler následně zastával funkci, jejíž titul byl Führer und Reichskanzler – Vůdce a Říšský kancléř. Tato funkce ale byla formálně zrušena na konci II. světové války, kdy Hitler jmenoval svým nástupcem admirála Karla Dönitze.
Třetí říše zanikla roku 1945. Po čtyřech letech, kdy Spojenci okupovali Německo, vznikly dva samostatné státy – Spolková republika Německo (Západní Německo) a Německá demokratická republika (Východní Německo). Poté měla každá republika svého vlastního prezidenta. Tato situace přetrvávala až do sjednocení v roce 1990, kdy se prezident Spolkové republiky Německo opět stal prezidentem celého Německa.

## Seznam prezidentů

### Seznam německých říšských prezidentů
| # | Portrét | Jméno prezidenta    | V úřadě od      | V úřadě do      | Nominant |
| - | ------- | ------------------- | --------------- | --------------- | -------- |
| 1 |         | Friedrich Ebert     | 11. únor 1919   | 28. únor 1925   | —        |
| 2 |         | Paul von Hindenburg | 12. květen 1925 | 2. srpen 1934   | —        |
| 3 |         | Karl Dönitz         | 30. duben 1945  | 23. květen 1945 | —        |

### Seznam prezidentů Spolkové republiky Německo
| #  | Portrét | Jméno prezidenta        | V úřadě od       | V úřadě do                  | Nominant |
| -- | ------- | ----------------------- | ---------------- | --------------------------- | -------- |
| 1  |         | Theodor Heuss           | 13. září 1949    | 12. září 1959               | FDP      |
| 2  |         | Heinrich Lübke          | 13. září 1959    | 30. června 1969             | CDU      |
| 3  |         | Gustav Heinemann        | 1. července 1969 | 30. června 1974             | SPD      |
| 4  |         | Walter Scheel           | 1. července 1974 | 30. června 1979             | FDP      |
| 5  |         | Karl Carstens           | 1. července 1979 | 30. června 1984             | CDU      |
| 6  |         | Richard von Weizsäcker  | 1. července 1984 | 30. června 1994             | CDU      |
| 7  |         | Roman Herzog            | 1. července 1994 | 30. června 1999             | CDU      |
| 8  |         | Johannes Rau            | 1. července 1999 | 30. června 2004             | SPD      |
| 9  |         | Horst Köhler            | 1. července 2004 | 31. května 2010 (rezignace) | CDU      |
| 10 |         | Christian Wulff         | 30. června 2010  | 17. února 2012 (rezignace)  | CDU      |
| 11 |         | Joachim Gauck           | 18. března 2012  | 18. března 2017             | —        |
| 12 |         | Frank-Walter Steinmeier | 19. března 2017  | úřadující                   | SPD      |

### Seznam krátce úřadujících prezidentů
Krátce úřadující prezident vykonává funkce prezidenta v zastoupení na základě čl. 57 německé ústavy.
| #  | Portrét | Jméno                               | V úřadě od      | V úřadě do       | Politická strana |
| -- | ------- | ----------------------------------- | --------------- | ---------------- | ---------------- |
| 1. |         | Karl Arnold, předseda Bundesratu    | 7. září 1949    | 12. září 1949    | CDU              |
| 2. |         | Jens Böhrnsen, předseda Bundesratu  | 31. května 2010 | 2. července 2010 | SPD              |
| 3. |         | Horst Seehofer, předseda Bundesratu | 17. února 2012  | 18. března 2012  | CSU              |